# The Best of Shogo Hamada vol.2
『The Best of Shogo Hamada vol.2』（ザ・ベスト・オブ・ショウゴ・ハマダ・ヴォリューム・トゥー）は、2006年8月9日に、『The Best of Shogo Hamada vol.1』と同時発売された浜田省吾3枚目のベスト・アルバム。

## 概要
ソロ・デビュー30周年を記念して制作されたアルバムで、『vol.1』が1988年から2005年の作品、『vol.2』は1976年から1987年の作品から選曲されている。本作収録に際しそれぞれ、リミックス・リアレンジ・リメイクなどが施されている。なお、初回生産分は「生まれたところを遠く離れて」の歌詞に誤植があったため購入者からライナーノーツの回収が行われ、改訂版が送付された。
『vol.1』と比べて古い年代の楽曲が多いこともあり、全14曲中7曲が新たにレコーディングし直されている。「ラストダンス」は、2005年のさいたまスーパーアリーナでのライブ音源が収録されている。本作レコーディング時に「19のままさ」のアコースティック・ヴァージョンも制作したが、アルバムには収録されず、配信限定で発売された。
また本作発売にあわせて『The History of Shogo Hamada "Since1975"』が本人によるライナーノーツ付の3面紙ジャケット仕様で期間限定で再発された。
2009年9月2日に、『The History of Shogo Hamada "Since1975"』と『The Best of Shogo Hamada vol.1』とともにBlu-spec CDにフォーマットを変更して限定再発され、2021年6月23日に、『SHOGO HAMADA 45th Anniversary "DISCOGRAPHY COLLECTION"』シリーズとして再発された。

## 収録曲
| 全作詞・作曲: 浜田省吾。 |                                                                       |           |            |                                                   |      |
| #                        | タイトル                                                              | 作詞      | 作曲・編曲 | 収録作品                                          | 時間 |
| 1.                       | 「家路」(Remade in 2006)                                              | 浜田省吾  | 浜田省吾   | アルバム『Home Bound』                            | 7:44 |
| 2.                       | 「君に会うまでは」(Remade in 2006)                                    | 浜田省吾  | 浜田省吾   | アルバム『LOVE TRAIN』                            | 4:18 |
| 3.                       | 「19のままさ」(Remixed in 1999)                                       | 浜田省吾  | 浜田省吾   | アルバム『J.BOY』                                 | 4:47 |
| 4.                       | 「散歩道」(Remade in 2006)                                            | 浜田省吾  | 浜田省吾   | アルバム『Illumination』                          | 4:45 |
| 5.                       | 「今夜こそ」                                                          | 浜田省吾  | 浜田省吾   | アルバム『ROAD OUT "TRACKS"』                     | 5:07 |
| 6.                       | 「愛という名のもとに」(Remade in 2006)                                | 浜田省吾  | 浜田省吾   | アルバム『愛の世代の前に』                        | 5:09 |
| 7.                       | 「土曜の夜と日曜の朝」(Remade in 2006)                                | 浜田省吾  | 浜田省吾   | アルバム『愛の世代の前に』                        | 4:40 |
| 8.                       | 「モダンガール」                                                      | 浜田省吾  | 浜田省吾   | 34thシングル「君に捧げるlove song」               | 5:42 |
| 9.                       | 「MIDNIGHT FLIGHT - ひとりぼっちのクリスマス・イブ」(Remixed in 2006) | 浜田省吾  | 浜田省吾   | ミニアルバム『CLUB SNOWBOUND』                    | 5:21 |
| 10.                      | 「ロマンスブルー」(Remade in 2006)                                    | 浜田省吾  | 浜田省吾   | アルバム『PROMISED LAND 〜約束の地』              | 4:44 |
| 11.                      | 「こんな夜はI MISS YOU」(Remixed in 1999)                             | 浜田省吾  | 浜田省吾   | アルバム『J.BOY』                                 | 2:08 |
| 12.                      | 「勝利への道」(Remade in 2006)                                        | 浜田省吾  | 浜田省吾   | アルバム『J.BOY』                                 | 4:05 |
| 13.                      | 「生まれたところを遠く離れて」                                        | 浜田省吾  | 浜田省吾   | 28thシングル「イメージの詩」                      | 9:13 |
| 14.                      | 「ラストダンス (Live Version)」(Live in ON THE ROAD 2005)             | 浜田省吾  | 浜田省吾   | 映像作品『ON THE ROAD 2005-2007 "My First Love"』 | 7:13 |
| 合計時間:                | 合計時間:                                                             | 合計時間: | 74:56      |                                                   |      |